# ديريك روستاجنو
ديريك روستاجنو (بالإنجليزية: Derrick Rostagno)‏ مواليد 25 أكتوبر 1965 في هوليوود، هو لاعب كرة مضرب أمريكي سابق بدأ مسيرته كمحترف سنة 1986 وكان يلعب باليد اليمنى، اعتزل اللعب في 1997. أعلى تصنيف له في الفردي كان المركز الـ 13 في سنة 1991. سبق أن شارك في دورة الألعاب الأولمبية الصيفية.

## روابط خارجية
- ديريك روستاجنو على موقع رابطة محترفي التنس (الإنجليزية)
- ديريك روستاجنو على موقع الاتحاد الدولي لكرة المضرب (الإنجليزية)
- ديريك روستاجنو على موقع خلاصة التنس.كوم (الإنجليزية)
- ديريك روستاجنو على موقع أوليمبيديا (الإنجليزية)